# Plagiomimicus bajae
Plagiomimicus bajae là một loài bướm đêm trong họ Noctuidae.